# Pseudosmittia duplicata
Pseudosmittia duplicata är en tvåvingeart som beskrevs av Caspers 1990. Pseudosmittia duplicata ingår i släktet Pseudosmittia och familjen fjädermyggor. Inga underarter finns listade i Catalogue of Life.